# Craspedosis andromeda
Craspedosis andromeda är en fjärilsart som beskrevs av Louis Beethoven Prout 1916. Craspedosis andromeda ingår i släktet Craspedosis och familjen mätare. Inga underarter finns listade i Catalogue of Life.